# Персонна, Рафаэль
Рафаэль Персонна (фр. Raphaël Personnaz; род. 23 июля 1981, Париж, Франция) — французский актёр.

## Биография
Рафаэль Персонна родился 23 июля 1981 года в XIII округе Парижа. Его отец был дизайнером мебели, а мать — переводчиком современных греческих поэтов. Учился в консерватории XX округа Парижа. Актерскую карьеру начинал в театре.
Рафаэль Персонна дебютировал в кино в 9-летнем возрасте в роли Седрика Кондорсе в малопопулярном сериале «Нестор Бурма» (1991). Первую роль в большом кино Персонас сыграл в фильме «Роман Лулу» Пьера-Оливье Скотто (2001). После этого он получил главную роль в телевизионном фильме «Мужчина в доме».
В течение длительного времени в кинокарьере Рафаэля Персонна все роли были второго плана, однако он много работал на телевидении, что принесло ему известность. Постепенно актер добивается популярности в кино, в таких фильмах как «Неделя» (2003), «Первый раз, когда мне было 20» (2004), «Виноват Фидель» (2006).
В 2010 году Тавернье предложил Персонна роль герцога Анжуйского в своем фильме «Принцесса де Монпансье». Эта роль стала одной из важнейших во всей карьере актера и принесла ему большую популярность и номинацию на премию «Сезар». В 2013 году Тавернье снял Персонна в одной из главных ролей в своем следующем фильме «Набережная Орсе», за которую актер получил премию «Люмьер» как самый многообещающий актер.
В 2013 году актер был удостоен Приза Патрика Девара.
В 2015 году Рафаэль Персонна входил в состав жюри 29-го кинофестиваля в Кабуре под председательством Жюльет Бинош. Осенью того же года он был членом жюри (председатель Оливье Гурме) Кинофестиваля франкоязычного кино в Намюре.

## Награды
| Год             | Категория                     | Фильм                  | Результат |  |
| --------------- | ----------------------------- | ---------------------- | --------- |  |
| Премия «Сезар»  |                               |                        |           |  |
| 2011            | Самому многообещаемому актёру | Принцесса де Монпансье | Номинация |  |
|                 |                               |                        |           |  |
| 2013            | Приз Патрика Девара           | Приз Патрика Девара    | Победа    |  |
| Премия «Люмьер» |                               |                        |           |  |
| 2014            | Самому многообещаемому актёру | Набережная Орсе        | Победа    |  |